# سد غزالة
سد غزالة هو سد في تونس تم تشييده سنة 1984. تبلغ مساحة حوضه 48,000 كم مربع. ويقدر على تخزين 10,730 مليمتر مكعب. أما معدل المساهمة السنوية فيبلغ 9,324 مليمتر مكعب. ويقع في الشمال الشرقي البلاد.

## المصدر
- السدود التونسية نسخة محفوظة 28 سبتمبر 2007 على موقع واي باك مشين.